# Уинт, Морис Дин
Морис Дин Уинт (англ. Maurice Dean Wint, род. 1 мая 1964, Лестершир, Великобритания) — англоканадский актёр. Известен по ролям в сериалах «Капитан Пауэр и солдаты будущего», «Война с реальностью», «Пси Фактор: Хроники паранормальных явлений», «Робокоп возвращается», «Отдел мокрых дел», «Хейвен» и «Сюрреалистическая недвижимость», а также фильмам «Куб» и «Хедвиг и злосчастный дюйм».

## Биография и карьера
В возрасте трёх лет Морис вместе с семьёй переехал в Канаду. Окончил Йоркский университет со степенью бакалавра.
Дебютировал на телевидении в 1987 году. В 1995 году сыграл главную роль в фильме «Шарм Кёртиса». Озвучивал персонажей мультфильмов «Люди Икс» (1993), «Дикие коты, или Команда отчаянных трапперов» (1994), «Captain Flamingo», а также игр Marvel vs. Capcom: Clash of Super Heroes и Spawn: In the Demon’s Hand.
В 1997 году сыграл одну из главных ролей в фильме «Куб». В 2002 году был номинирован на премию «Джемини» в категории «Best Performance by an Actor in a Continuing Leading Dramatic Role» за роль в сериале «Отдел мокрых дел».

## Избранная фильмография
| Год       |    | Русское название                            | Оригинальное название                        | Роль                    |
| --------- | -- | ------------------------------------------- | -------------------------------------------- | ----------------------- |
| 1987—1988 | с  | Капитан Пауэр и солдаты будущего            | Captain Power and the Soldiers of the Future | сержант Роберт Бейкер   |
| 1989      | с  | Пятница, 13-е                               | Friday, The 13th: The Series                 | Джил                    |
| 1993      | мс | Люди Икс                                    | X-Men                                        | Король Теней            |
| 1994      | с  | Робокоп                                     | RoboCop: The Series                          | капитан Итан            |
| 1994      | с  | Дикие коты, или Команда отчаянных трапперов | Wild C.A.T.S: Covert Action Teams            | Хелспонт                |
| 1994—1996 | с  | Война с реальностью                         | TekWar                                       | лейтенант Уингер        |
| 1995      | ф  | Шарм Кёртиса                                | Curtis’s Charm                               | Кёртис                  |
| 1996—1999 | с  | Пси Фактор: Хроники паранормальных явлений  | Psi Factor: Chronicles of the Paranormal     | доктор Кёртис Роллинс   |
| 1997      | ф  | Куб                                         | Cube                                         | Квентин                 |
| 1998      | ки | Marvel vs. Capcom: Clash of Super Heroes    | Marvel vs. Capcom: Clash of Super Heroes     | Onslaught, озвучка      |
| 1998      | с  | Земля: Последний конфликт                   | Earth: Final Conflict                        | капитан Лукас Джонсон   |
| 1998      | с  | Строго на юг                                | Due South                                    | Генри Гудфеллоу         |
| 2000      | ки | Spawn: In the Demon’s Hand                  | Spawn: In the Demon’s Hand                   | Спаун, озвучка          |
| 2001      | ф  | Хедвиг и злосчастный дюйм                   | Hedwig and the Angry Inch                    | сержант Лютер Робинсон  |
| 2001      | с  | Робокоп возвращается                        | RoboCop: Prime Directives                    | Джон Терренс Кейбл      |
| 2001—2002 | мс | Квады                                       | Quads!                                       | Фонтейн, озвучка        |
| 2001—2002 | с  | Отдел мокрых дел                            | Blue Murder                                  | Натаниэль Свит          |
| 2003      | ф  | Пустота                                     | Nothing                                      | рассказчик              |
| 2004—2006 | с  | Регенезис                                   | ReGenesis                                    | Коннор Маккуин          |
| 2008—2011 | мс | Малиново-джазовый джем                      | Razzberry Jazzberry Jam                      | контрабас АрСи, озвучка |
| 2010—2015 | с  | Хейвен                                      | Haven                                        | агент Байрон Ховард     |
| 2016      | с  | Пристрелите посланника                      | Shoot the Messenger                          | Фил Хардкасл            |
| 2017      | с  | Форс-мажоры                                 | Suits                                        | Рик Данн                |
| 2020      | ф  | Юный детектив                               | The Kid Detective                            | констебль Клири         |
| 2017      | с  | Хадсон и Рекс                               | Hudson & Rex                                 | Найджел Бэнкс           |
| 2021      | с  | Сюрреалистическая недвижимость              | SurrealEstate                                | Август Рипли            |